# Bindlach
Bindlach este o comună din districtul Bayreuth, regiunea administrativă Franconia Superioară, landul Bavaria, Germania.

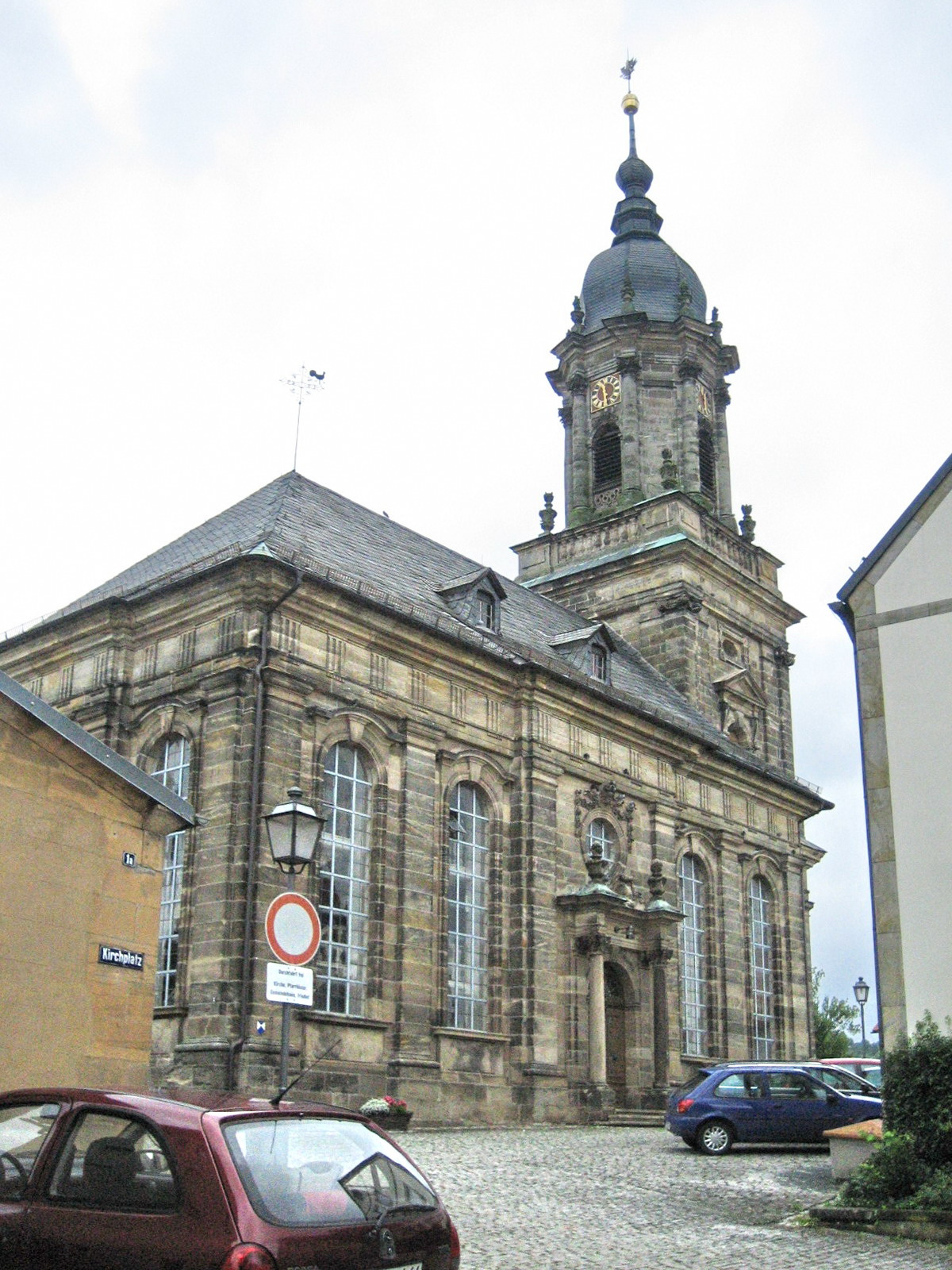
Bindlach
(Biserica evanghelică St.Bartolomäus)